# Dipsacaster anoplus
Dipsacaster anoplus är en sjöstjärneart som beskrevs av Fisher 1910. Dipsacaster anoplus ingår i släktet Dipsacaster och familjen kamsjöstjärnor. Inga underarter finns listade i Catalogue of Life.